# توتر سطحي
التوتر السطحي هو التأثير الذي يجعل الطبقة السطحيّة لأي سائل تتصرف كورقة مرنة. ويمكن الأشياء المعدنية الصغيرة كالإبر، أو أجزاء ورق القصدير من الطفو على الماء، وهو المسبب أيضاً للخاصيّة الشعريّة. ذلك التأثير الذي يسمح للحشرات بالسير على الماء. وهناك التوتر الواجهي هو اسم لنفس التأثير عندما يحدث بين سائلين.
تربط بين جزيئات المادة المتجانسة قوى تسمى قوى الجذب الجزيئية (قوى التماسك) تعمل على تماسك جزيئات هذه المادة بعضها ببعض، إن قيمة هذه القوى في السوائل تكون أقل مما عليه في الأجسام الصلبة وهذا ما يفسر تغير شكل السائل بتغير الإناء الموجود فيه، بالإضافة إلى تلك القوى توجد قوى تؤثر بين جزيئات السائل وجزيئات الأوساط الأخرى التي تلامسها سواء أكانت حالة تلك الأوساط صلبة أو سائلة أو غازية تدعى هذه القوى ب (قوى التلاصق).
الآن واعتمادا على ما سبق سوف نوضح الفرق بين محصلة قوى الجذب الجزيئية لجزيئات السائل في أوضاعها المختلفة سواء عند السطح أو داخل السائل. الشكل (1)
بالنسبة للجزيئات الواقعة في داخل السائل أي على بعد عدة أقطار جزيئية إلى الأسفل من سطحه، فإن كل جزيء مثل (A) سوف يتأثر بقوى تماسك مع جزيئات السائل الأخرى من جميع الجهات وبنفس القدر تقريباً مما يعني أن جزيء مثل (A) سيكون متأثر بمجموعة متزنة من القوى محصلتها معدومة. أما بالنسبة لجزيئات السائل عند السطح فإن كل جزيء مثل (B) سوف يكون متأثر بقوى تماسك مع جزيئات السائل من الجهة السفلى ومتأثر بقوى التلاصق مع جزيئات الهواء من الجهة العليا وحيث أن كثافة السوائل أكبر بكثير من كثافة الغازات لذلك فإن محصلة هذه القوى تكون في اتجاه قوى التماسك.
أي أن كل جزيء عند السطح يكون متأثراً بقوى جذب إلى الداخل (مما يقلل من فرصة شغله موقعًا سطحيًّا) تؤدي إلى تقلص سطح السائل ليشغل أصغر مساحة ممكنة له. وهذا يفسر الشكل الشبه الكروي لقطرات السائل ويكون عندئذ سطحها أصغرياً بالنسبة لحجم معين.
وبالتالي عدد الجزيئات الموجودة على السطح أقل من جزيئات السائل، ولذلك فإن البعد المتوسط بين الجزيئات على السطح أكبر قليلاً من البعد المتوسط داخل السائل وهذا يؤدي وسطياً إلى وجود قوى تجاذبية بين جزيئات السطح وهذا يفسر وجود التوتر السطحي.
من ناحية أخرى : يلاحظ أن للجزيئات الموجودة على سطح السائل طاقة كامنة أكبر من الطاقة الكامنة للجزيئات الموجودة وسط السائل وهذا يعود إلى أنه عندما نريد جلب جزيء من السائل إلى السطح يجب كسر عدد من روابطه أي يجب بذل عمل للقيام بذلك وهذا العمل يتحول إلى طاقة كامنة داخل الجزيء. ولكن هذا يخالف الميل الطبيعي للأجسام لتقليل طاقتها، ويتحقق ذلك في السوائل من خلال ميلها الطبيعي لتقليل مساحة سطحها إلى أقل قدر ممكن حيث يبرهن رياضياً أن ذلك يتحقق عندما يكون شكل السطح كروياً.
و الآن لنعرف التوتر السطحي (γ) لسائل : القوة المؤثرة في وحدة الطول في سطح بزاوية قائمة على أحد جانبي خط مرسوم في السطح. في الشكل المرسوم جانباً (2) يمثل [ AB ] خطاً مرسوماً طوله (1 m) على سطح سائل يقاس التوتر السطحي (γ ) بوحدة ( N/m ).

## سبب التوتر السطحي
القوى والروابط بين جزيئات السائل هي المسؤولة عن التوتر السطحي. والجزيئات على السطح ليس لديها جزيئات فوقها لذلك تكون قوى الترابط على الجزيئات الأخرى المحيطة بها أقوى مقارنة بالجزيئات الداخلية.

## التوتر السطحي في الحياة اليومية

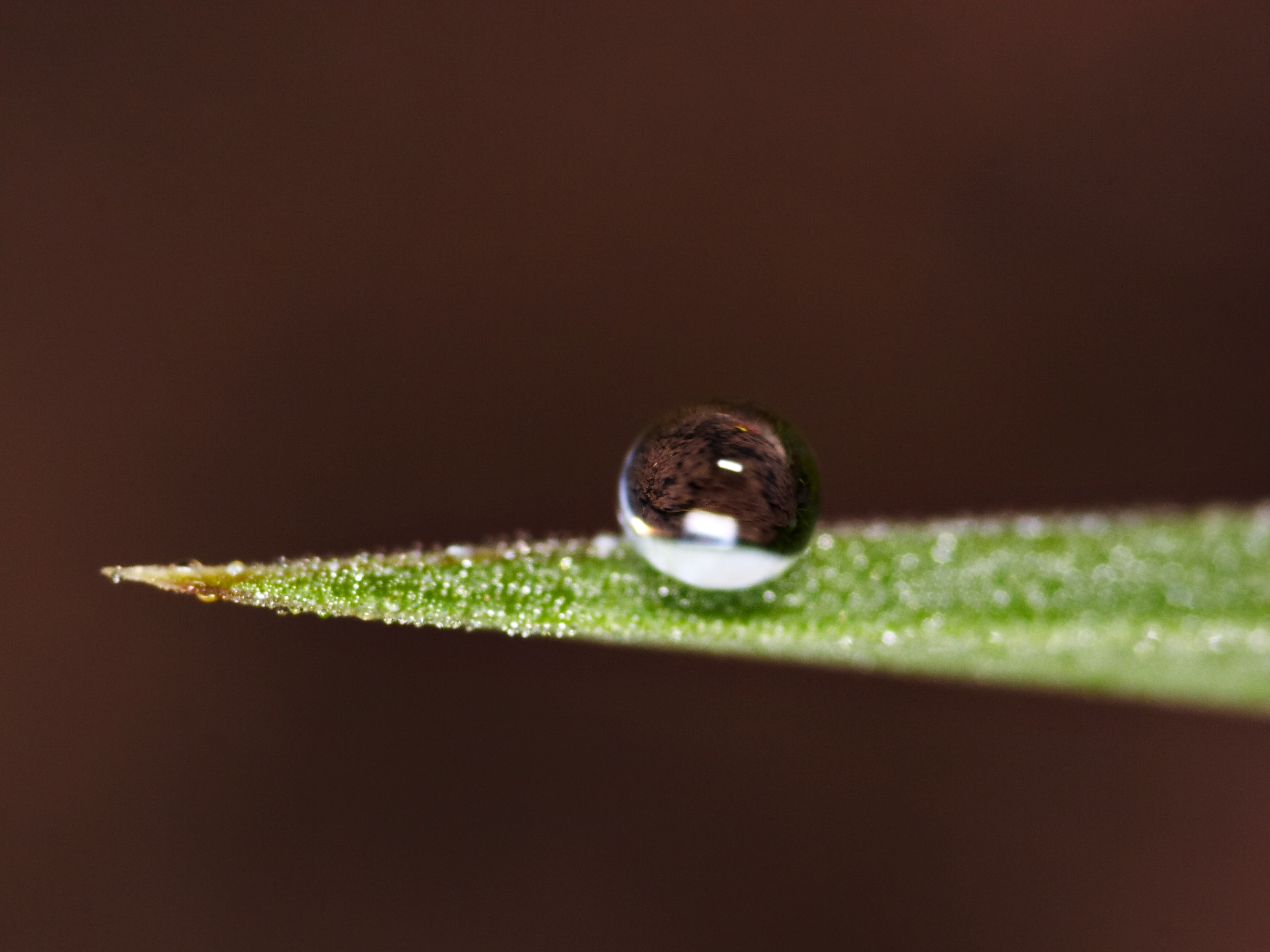
خرزة ماء على ورقة

قطرات الماء تأخذ أشكالاً شبه كروية

بعض الأمثلة للتوتر السطحي المشاهد في المياه العاديّة:
- تقدم ظاهرة الشد السطحي تفسيراً لكثير من الظواهر الشائعة في حياتنا. فعلى سبيل المثال تأخذ قطرات السوائل أشكال شبه كروية بسبب ظاهرة الشد السطحي، وذلك لأن الكرة هي الشكل الهندسي ذو مساحة السطح الأقل. كما أن تباين مدى قوة قوى تماسك جزيئات السائل وقوى الالتصاق بالمادة المحيطة بالسائل يفسر لنا لماذا قد يبلل سائل معين بعض المواد في حين أنه لا يبلل مواد أخرى. فعلى سبيل المثال فإن الماء لا ينتشر على الأسطح النايلونية أو الأسطح المغطاة بالشمع وذلك لأن قوى تماسك جزيئات الماء مع بعضها البعض أكبر من قوى التصاق الماء بالسطح المشمع، وبالتالي تتجمع قطرات الماء فوق ذلك السطح على شكل قطرات يمكن أن تسقط بسهولة دون أن تبلل السطح. وقد تم استغلال هذه الملاحظات في صناعة معاطف المطر والمظلات.
- وتقدم ظاهرة التوتر السطحي تفسيراً لإمكانية عمل فقاعات الصابون بينما لا يمكن القيام بعمل فقاعات باستخدام الماء النقي وحده، وذلك لأن الماء النقي لديه قوى توتر سطحي كبيرة، ولكن بإضافة منشطات السطوح (كالصابون) إليه تقل تلك القوى بأكثر من عشر أضعاف، وبذلك يصبح من الممكن عمل فقاعات ذات سطوح كبيرة بكتلة قليلة من السائل.
- كما أن إضافة الصابون إلى الماء تجعله منظفاً ممتازاً عبر تقليل توتره السطحي وبالتالي تجعله قادراً على تبليل والإحاطة بالأوساخ لتسهل إزالتها. ويمكنك التحقق من ذلك باستخدام بعض الصابون حتى تتمكن من مزج الماء بالزيت مثلاً. حيث يعمل الصابون في هذه الحالة على تقليل التوتر السطحي متيحاً إمكانية عمل قطرات ضئيلة الحجم من الزيت داخل مقدار من الماء أو العكس. بينما لو لم يكن الصابون موجوداً لما امتزج السائلان وذلك لأن قوى التوتر السطحي لدى كل من السائلين أكبر من قوى تماسك أحدهما مع الآخر. كل هذه الأمور تظهر الأهمية البالغة لظاهرة الشد أو التوتر السطحي.

ومن الملاحظات الأخرى التي تفسرها ظاهرة التوتر السطحي هو تكوين بعض السوائل لسطح محدب أو سطح مقعر عند وضعها في وعاء أنبوبي. وذلك يعود لتباين قوة التوتر السطحي وقوة التصاق جزيئات السائل بالوعاء المحيط.
تربط بين جزيئات المادة المتجانسة قوى تسمى قوى الجذب الجزيئية (قوى التماسك) تعمل على تماسك جزيئات هذه المادة بعضها ببعض، إن قيمة هذه القوى في السوائل تكون أقل مما عليه في الأجسام الصلبة وهذا ما يفسر تغير شكل السائل بتغير الإناء الموجود فيه، بالإضافة على تلك القوى يوجد قوى تؤثر بين جزيئات السائل وجزيئات الأوساط الأخرى التي تلامسها سواء أكانت حالة تلك الأوساط صلبة أو سائلة أو غازية تدعى هذه القوى ب (قوى التلاصق).

## التعريف الفيزيائي للتوتر السطحي

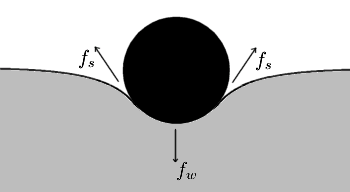
صورة تبين مقطع رأسي لإبرة عائمة فوق سطح سائل. من الرسم نرى القوى المؤثرة على الإبرة حيث توجد القوة fw والتي تضغط على سطح السائل وهي تمثل وزن الإبرة، في حين أن القوى fs تمثل قوى التوتر السطحي على كلا الجانبين. قوى التوتر السطحي fs توازي سطح السائل عند نقطة تلامسه مع الإبرة. المركبة الأفقية للقوتين fs في اتجاهين متعاكسين وبالتالي تلغي أحدهما الأخرى، في حين أن محصلة المركبة الرأسية للقوتين تساوي وزن الإبرة fw وتضاده في الاتجاه، وبذلك تستقر الإبرة على سطح السائل

يرمز للتوتر السطحي بالرمز σ، γ أو T، ويعرّف بأنه القوة المؤثرة عموديّا على طول خط عمل وحدة القوى عندما تكون هذه القوة موازية للسطح. ويقاس التوتر السطحي بوحدات نيوتن لكل متر(N·m−1)، أو داين لكل سنتيميتر. وبالنسبة للديناميكا الحرارية يعرف التوتر السطحي على أنه الشغل المبذول لوحدة المساحات.
الشد السطحي أو التوتر السطحي كما ذكرنا هو خاصية لسطح السائل إذ يعمل كغشاء مشدود تقف عليه الحشرات وتطفو عليه الإبرة أو الشفرة الفلزية أو حتى قطعة نقدية مع أن كثافتها أكبر من كثافة السائل.
يعتمد التوتر السطحي على عاملين:
1. نوع السائل: أي أنه الحشرة لا تقف على أي سائل. حيث أن هناك سوائل ذات توتر سطحي أعلى من سوائل أخرى.
2. درجة الحرارة: إذا كان السائل في درجة غليانه فذلك سيؤدي إلى انعدام قوة التوتر السطحي. وبشكل عام كلما ارتفعت درجة حرارة السائل قل الشد السطحي للسائل.

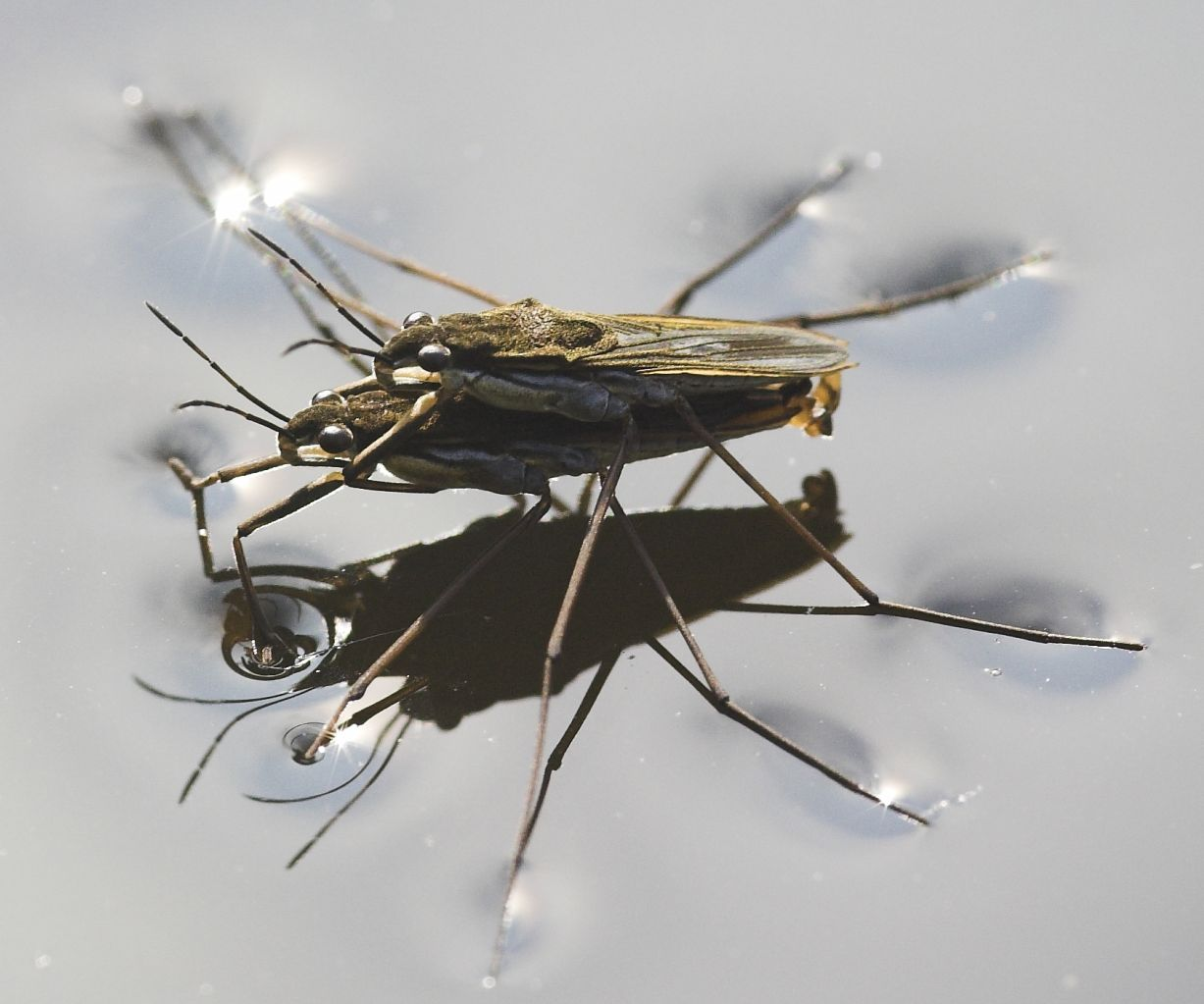
حشرة طافية على سطح سائل

تنشأ خاصية التوتر السطحي لسائل ما بسبب وجود قوة تماسك بين جزيئاته، ويعمل سطح السائل وكأنه غشاء مشدود. أي أن عندما نضع شفرة برفق على ماء في إناء، فإن جزيئات الماء سوف تتماسك وكأنها غشاء مشدود يحمل الشفرة. حتى ولو كانت كثافة الشفرة أكبر من كثافة الماء.

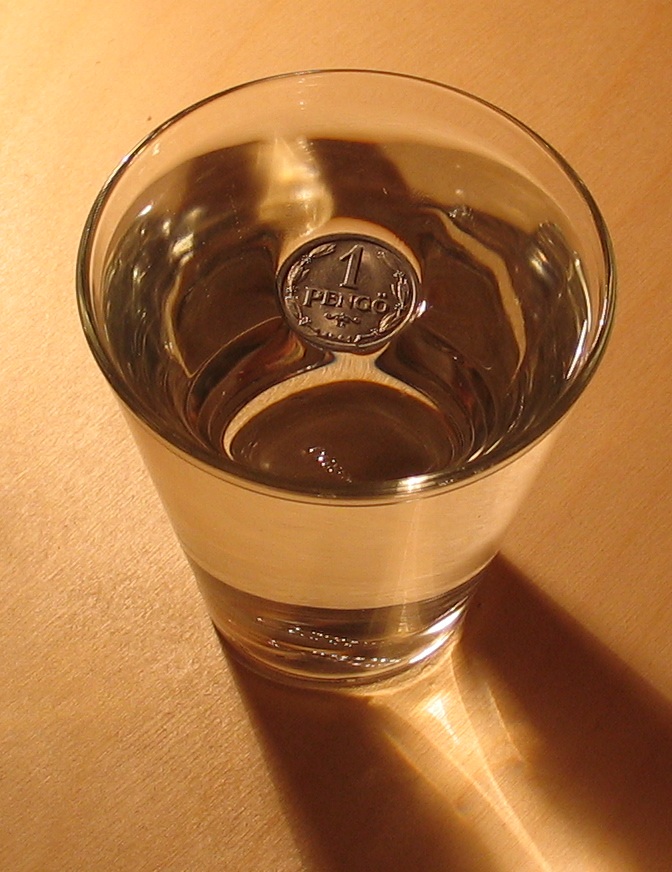
قطعة نقدية طافية فوق سطح الماء، وكون كثافة معدن القطعة النقدية أكبر من كثافة السائل فإنه لا يمكننا تفسير طفو القطعة النقدية إلا بوجود ظاهرة التوتر السطحي

ويمكن فهم سبب حدوث ظاهرة الشد السطحي إذا لاحظنا أن أي جزيء داخل السائل يتعرض لقوى متساوية من قبل الجزيئات الحيطة به وفي جميع الاتجاهات. ولكن على النقيض من ذلك فإن جزيئات السائل التي تقع على السطح تتعرض لقوى جذب (تعرف بقوة التماسك) فقط في اتجاه السائل، (انظر الشكل الأول).

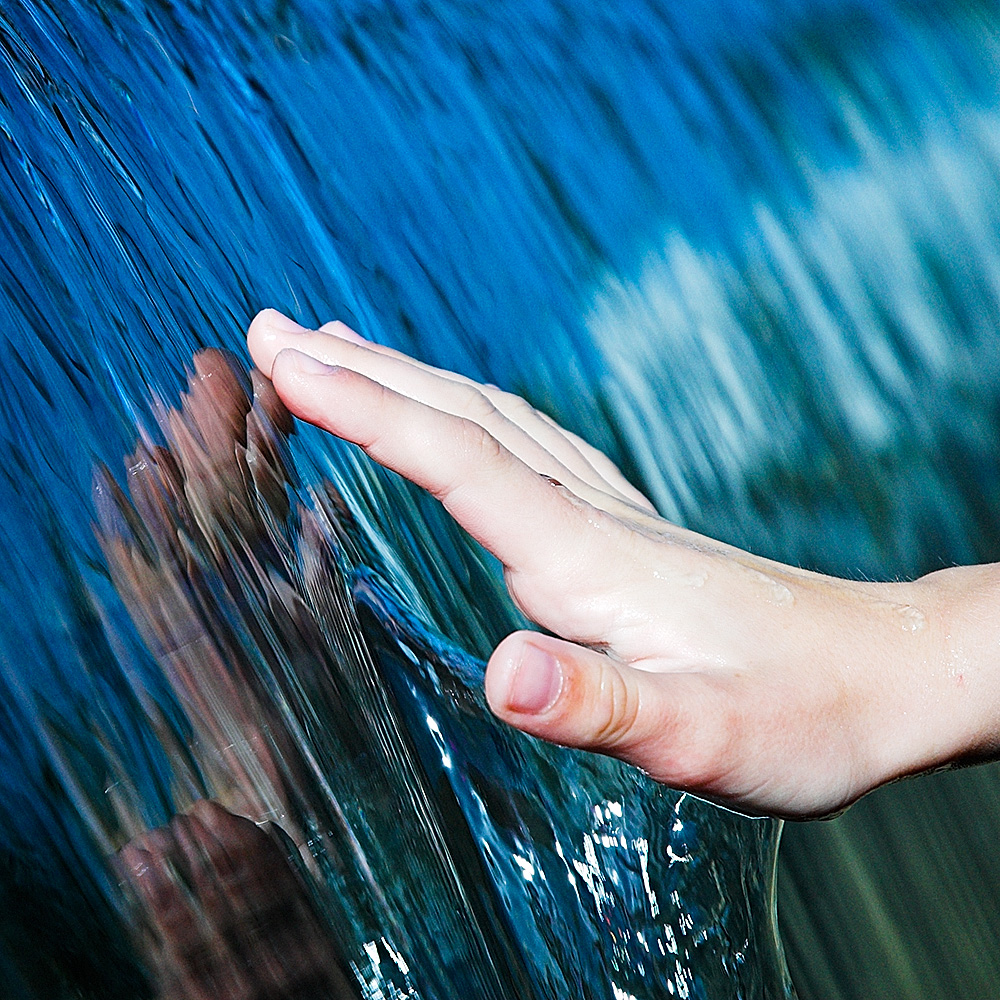
التوتر السطحي وقوى الالتصاق

## طرق قياس التوتر السطحي
يقاس التوتر السطحي باستخدام الانابيب الشعرية capillary tubes وبقياس ارتفاع السائل(h) داخل الانبوية الشعرية ونصف قطر الانبوية (r)وباستخدام العلاقة الرياضية:
{\displaystyle t=1/2dgr(h+1/3r)}
حيث t التوتر السطحي للسائل المستخدم وd كثافة السائل وg عجلة الجاذبية الارضية وh ارتفاع السائل داخل الانبوبة الشعرية وr نصف قطر الانبوبة الشعرية.

## قيم التوتر السطحي
الجدول يبين قيم التوتر السطحي لسوائل معينة عند تلامسها مع سطوح أخرى. القيم في الجدول مقاسة بوحدة ملي نيوتن لكل متر، وهذه الوحدة تساوي وحدة داين لكل سنتيميتر.

## معرض صور

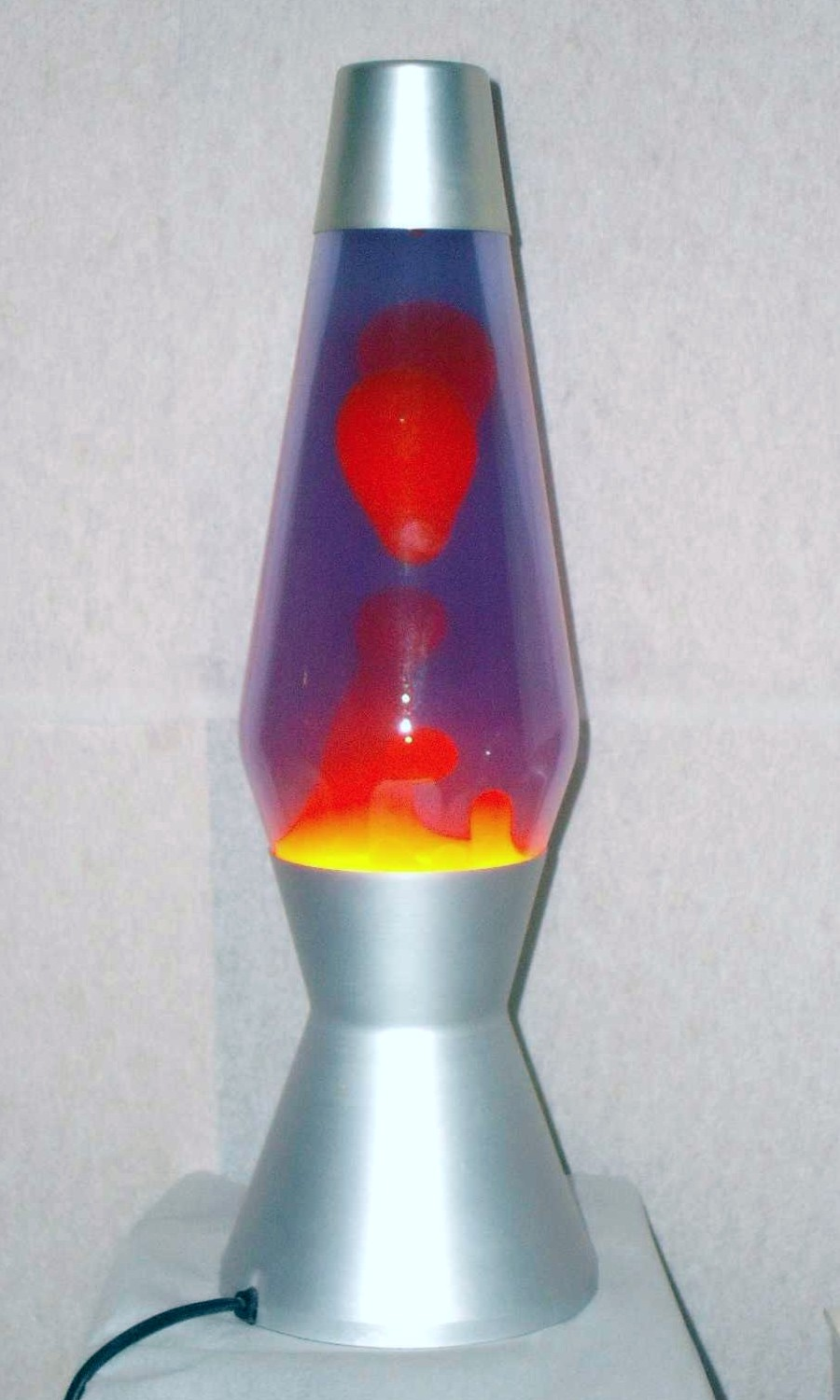
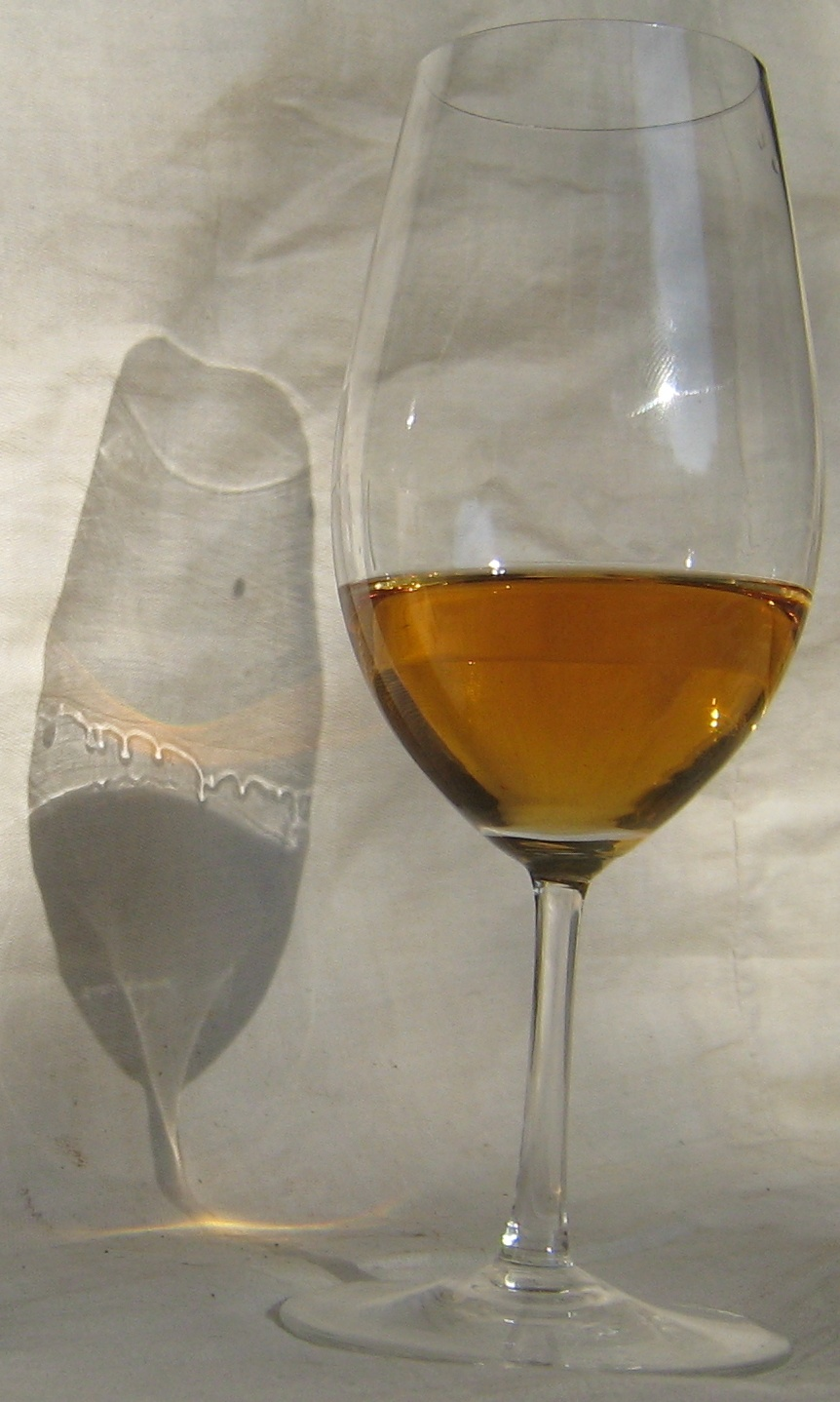
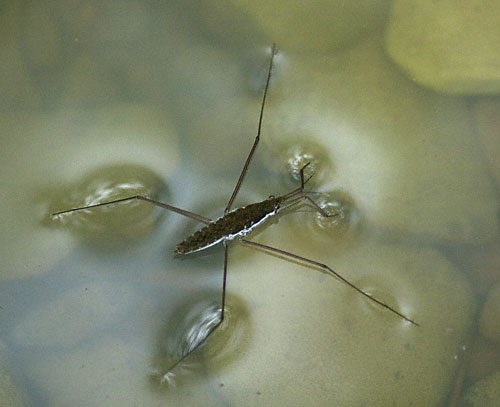